# XVIII Puchar Gordona Bennetta (balonowy)
XVIII Puchar Gordona Bennetta – zawody balonów wolnych o Puchar Gordona Bennetta, które zostały zorganizowane w 1929 roku w Saint Louis.

## Historia
Dzięki wygranej W. E. Kepnera podczas wyścigów organizowanych w 1928 roku przez USA w Detroit, rok później zawody odbyły się po raz kolejny w tym kraju. Nowy puchar ufundowała Izba Handlowa z Detroit (Detroit Board of Commerce), która była sponsorem poprzednich XVII zawodów. Zawody w Saint Louis zostały zorganizowane po raz trzeci. Początek zawodów zaplanowano na 28 września, aby upamiętnić 50 rocznicę śmierci pioniera baloniarstwa w USA Johna Wise. Około 40 000 osób było zainteresowanych obejrzeniem startu balonów. Postawiono im tylko jeden warunek. Nie wolno było palić, gdyż gaz użyty do napełniania balonów był łatwopalny. Napełnianie balonów rozpoczęto o 7 rano, aby były gotowe do startu o 16-tej.

## Uczestnicy
| Zajęte miejsce | Balon         | Pojemność | Załoga pilot pomocnik pilota                   | Kraj              | Czas lotu [h] | Odległość [w km] | Państwo Miejsce lądowania |
| -------------- | ------------- | --------- | ---------------------------------------------- | ----------------- | ------------- | ---------------- | ------------------------- |
| 1.             | Goodyear VIII |           | Ward T. van Orman Alan L. McCracken            | Stany Zjednoczone | 24:00         | 548,94           | USA Troy                  |
| 2.             | US Army       |           | William E. Kepner James F. Powell              | Stany Zjednoczone |               | 544,00           | USA Celina                |
| 3.             | US Navy       |           | lt Thomas G. W. Settle lt Winfield E. Buschnel | Stany Zjednoczone |               | 489,00           | USA Stinesville           |
| 4.             | Belgica       |           | Ernest Demuyter Frans Lacharlie                | Belgia            | 28:00         | 364,00           | USA Paoli                 |
| 5.             | Danmark       |           | Georg Schenstorm S. A. U. Rausmussen           | Dania             |               | 336,00           | USA Bedford               |
| 6.             | La Fayette    |           | Georges M. Blanchet Howard Scholle             | Francja           |               | 322,00           | USA                       |
| 7.             | Barmen        |           | Hugo Kaulen jr. Fritz Ebener                   | Rzesza Niemiecka  | 17:00         | 275,00           | USA Melvin                |
| 8.             | Stadt Essen   |           | Erich Leimkugel Georg Fröber                   | Rzesza Niemiecka  | 17:00         | 272,00           | USA Catlin                |
| 9.             | Argentina     |           | dr Eduardo Bradley Francisco J. Cadavan        | Argentyna         |               | 250,00           | USA Terre Haute           |

## Przebieg zawodów
Zawody rozpoczęły się 28 września 1929 roku. Wystartowało 9 balonów z 6 krajów. Po raz drugi i ostatni (w okresie do 1939 roku) w zawodach wzięła udział załoga Argentyny z Eduardo Bradleyem. Jako pierwszy wystartował niemiecki Stadt Essen pilotowany przez 52 letniego E. Leimkugela z zawodu chemika, kolejnym był Goodyear VIII, potem Argentina pilotowana przez Bradleya pełniącego w tym czasie funkcję sekretarza argentyńskiego departamentu lotnictwa. Następnie po raz ostatni w okresie przedwojennym w zawodach o Puchar wystartowali zawodnicy duńscy na balonie Dannmark pilotowanym przez 39 letniego sekretarza aeroklubu duńskiego. Po nich niemiecka załoga na balonie Barmen, potem Belgica i  US Navy. Przedostatni był U. S. Army i jako ostatni wystartował balon francuski La Fayettte.
Podczas zawodów argentyński balon wpadł na drzewo. Bradley złamał nogę. Dla jego pasażera wypadek skończył się na siniakach.

## Nagrody
Nagroda pieniężna wynosiła 3500$. Trzy tysiące przekazała miejscowa Izba Handlowa, a pięćset dolarów Alan R. Hawley dla zawodnika, który pobije jego rekord z 1910 roku wynoszący 1172 mile.      